# Gherardo Gherardi
Gherardo Gherardi (Granaglione, 2 luglio 1891 – Roma, 10 marzo 1949) è stato uno sceneggiatore e regista italiano.

## Biografia
Figlio del giornalista Lodovico Gherardi, visse sin dalla sua prima infanzia a Bologna, prima di trasferirsi nel 1935 a Roma.
Iniziò la sua attività di giornalista nel 1907, dapprima nel quotidiano cattolico L'Avvenire d'Italia, poi con Italia, con Il Messaggero toscano e infine con Il Resto del carlino, per poi occuparsi di teatro sia come critico che come autore,  collaborando con Vittorio De Sica e altri grandi attori. 
Fondò nel 1921 il Teatro Sperimentale di Bologna e sotto lo pseudonimo di Gysterton presentò le prime due commedie, di una lunga serie fino al 1929, scritte in dialetto bolognese, L'ombra e Il naufrago.
Esordì, con il suo vero nome, nel 1922 con una commedia in dialetto veneto intitolata 3, 21, 37 per tute le estrazion, piuttosto originale sia per i contenuti sia per lo stile.
Un anno dopo rappresentò la sua prima opera in italiano, Vertigine, incentrata sulla delicata e drammatica relazione fra la guerra, la scienza, la religione e l'umanità.
Se il dramma Il focolare (1925) di matrice verghiana si poteva considerare più tradizionale,  nel 1926, la sua personalissima rilettura scenica del Don Chisciotte venne accolta con entusiasmo, ma scatenò vasti dibattiti.
Non mancò il successo anche al lavoro successivo, L'ippogrifo, fortemente influenzato dallo stile e dalle trame pirandelliani.
Frequentò negli anni trenta il Centro sperimentale di cinematografia.  Negli anni seguenti diversificò ampiamente le tematiche affrontate, passando dalle commedie caricaturali, come Ombre cinesi (1931), a quelle realistiche, come I figli del marchese Lucera (1935), a quelle satiriche, come L'arcidiavolo (1935), oppure di genere fiabesco, come Le stelle ridono (1937).
Altri due lavori che meritano una citazione furono il dramma di influenza pirandelliana Fuga dal castello in aria (1942) e Non fare come me (1945).
Se il suo lavoro più significativo risultò Lettere d'amore (1939), quello che riscosse più successo fu Questi ragazzi (1934), mentre quello più originale si può considerare Spanezz (1927), scritto in dialetto bolognese.
Nel 1948 vinse il primo premio al Concorso radiofonico Linetti con il lavoro Il nostro viaggio.
Si dimostrò, nel periodo intercorrente fra le due guerre, uno dei commediografi italiani più brillanti ed inventivi.

## Filmografia parziale

### Regia e sceneggiatura
- Il nostro prossimo (1943)

### Sceneggiatura
- Musica in piazza, regia di Mario Mattoli (1936)
- Il dottor Antonio, regia di Enrico Guazzoni (1937)
- Contessa di Parma, regia di Alessandro Blasetti (1937)
- Partire, regia di Amleto Palermi (1938)
- Finisce sempre così, regia di Enrique Susini (1939)
- L'arcidiavolo, regia di Tony Frenguelli (1940)
- Cantate con me!, regia di Guido Brignone (1940)
- Mare, regia di Mario Baffico (1940)
- Caravaggio, il pittore maledetto, regia di Goffredo Alessandrini (1941)
- Teresa Venerdì (1941)
- Rossini (1942)
- La bisbetica domata, regia di Ferdinando Maria Poggioli (1942)
- C'è sempre un ma!, regia di Luigi Zampa (1943)
- L'invasore (1943)
- Nebbie sul mare (1943)
- I bambini ci guardano (1943)
- Divieto di sosta (1943)
- Il fiore sotto gli occhi (1944)
- L'abito nero da sposa (1945)
- Il canto della vita, regia di Carmine Gallone (1945)
- Avanti a lui tremava tutta Roma (1946)
- Fiamme sul mare (1947)
- 11 uomini e un pallone (1948)
- La sepolta viva, regia di Guido Brignone (1949)

## Opere
- Sei commedie, prefazione di Silvio D'Amico, introduzione di Giulio Pacuvio, Bologna, Cappelli, 1953, 697 pp.